# 孤独のグルメ
『孤独のグルメ』（こどくのグルメ）は、久住昌之の原作を谷口ジローが作画した漫画作品である。
『月刊PANJA』（扶桑社）誌上で1994年から1996年にかけて連載されたのちに『SPA!』2008年1月15日号に読み切りとして復活し、以後『SPA!』上で2015年まで新作が掲載された。食品会社とコラボレーション企画と称して、商品を食する漫画を掲載することもある。
2012年1月期からテレビ東京系でテレビドラマとしてシリーズ化され、2015年5月期から台湾でウェブドラマとしてシリーズ化されている。

## 概要
個人で輸入雑貨商を営む井之頭五郎（いのがしら ごろう）が、仕事の合間に飲食店に立ち寄り食事を摂る様を描いたグルメ漫画である。主人公の中年男が独りでひたすらに食事を楽しむシーンに合わせて心理描写を綴り、劇的な展開などは少なく、あたかもドキュメンタリーのごとく淡々と物語が進行する。出先の食事が主題とされ、主人公が訪れる店は7話・19話・特別編で描く出張を除けば大半が東京都内を中心とする首都圏の実在する料理店で、高級店などはなく大衆食堂のような庶民的な店がほとんどである。
1996年連載終了時までの作品（1話 - 18話）をまとめた単行本が出版されている。当初は3刷で絶版となり、けっしてヒット作とは言えなかった。2000年に文庫版が出版されてから年2回の増刷がかかるようになり、その実績から2008年に新装版が発売されている。2007年の時点で文庫版は21刷、8万8千部とロングセラーで、女性読者が4割を占める。
2014年9月10日の読売新聞夕刊誌上にて「待望の漫画第2弾!『孤独のグルメ2』2014年10月発売予定」と掲載されたが、2014年以内に発売されず、以降順延し、2015年9月27日に発売された。
2017年2月に作画を担当した谷口ジローが死去した。久住は本作の今後について「絵を描く人がもう旅立ってしまった」「3巻が出ることはありません」と発言している。谷口が描かなかった最後の1話の未発表エピソードが存在する。

### 海外展開
2016年11月時点で、イタリア（Gourmet）、フランス（Le Gourmet solitaire）、スペイン（El Gourmet Solitario）、ブラジル（O Gourmet Solitario）、台湾（孤獨的美食家 五郎的異國食光）、韓国（고독한 미식가）、ドイツ（Von der Kunst allein zu genießen (Der Gourmet)）、中国、ポーランド（Samotny smakosz）、デンマークで翻訳版が発売された。谷口は海外で翻訳されることを考慮し、2巻を描く際にセリフが縦にも横にも描けるように吹き出しをほとんど丸に描いた。
台湾版漫画の表題は原題を直訳した『孤獨的美食家』であったが、これに違和感のあった久住は、テレビドラマが台湾で放送された際に「おいしいものがあれば孤独ではない」の意味で『美食不孤單』と題し、このほうが内容にあっていると語った。

## 作品の経緯
久住のデビュー作で、夜汽車で男が独り弁当を食べる漫画である『夜行』を読んでいた『月刊PANJA』の編集者から「絵柄を変えて大人向きの漫画が描けないか」と持ちかけられたことがきっかけである。その頃のグルメブームに辟易していた久住と編集者は、打ち合わせを行い「孤独にグルメを楽しんでいる漫画」の方向性を得てタイトルも決まった。作画を谷口にすることは、編集者の希望だった。なお、原点となった『夜行』は、
2002年3月27日放送のフジテレビ系『世にも奇妙な物語』において大杉漣主演の一人芝居として『夜汽車の男』 のタイトルでショートドラマ化されている。
主人公の井之頭五郎を輸入雑貨商にした理由は、「『月刊PANJA』編集者の知り合いに実在していたこと」と、「時間が自由になること」、の2点による。
独身であることは、先行するグルメ漫画『美味しんぼ』『クッキングパパ』との差別化のためである。
下戸であることは主人公に弱点を設ける意味合いもあるが、連載の8ページに収めるために食事と酒を組み合わせる話題を避けるためであると、久住は語っている。

## 登場人物

### 井之頭 五郎（いのがしら ごろう）
演 - 松重豊（テレビドラマ版）
声 - 堀内賢雄（アプリ配信アニメ版） / 小山力也（ドラマCD）
本作の主人公。輸入雑貨の貿易商を個人で営む。孤高で自由な生き方をモットーとし、結婚や店を構えることについては「守るものが増えて人生が重たくなる」として敬遠しているが、事務所を構えている描写がある。テレビドラマ版では、より広い事務所を物色してSeason1・第3話で豊島区の池袋の物件を内見したり、Season2・第9話で江東区の砂町銀座商店街近辺に新しい事務所を構えていることが示唆され、Season4・第10話で江東区枝川に倉庫を借りて在庫品を保管している描写がある。
生年月日について言及はないが、テレビドラマ版Season3・第3話のルーレット式おみくじ器のやぎ座の投入口にコインを入れる描写があり、Season2・第1話の会話で50歳手前と示唆される。Season2・第5話では神奈川大学を訪れ、商談後に学生食堂へ足を運び「俺らの時代と変わっている」と呟いているが、出身大学かどうかは明かされていない。
家族・知人
父親はすでに他界。母親については言及がない。古武術道場の館長をしている祖父がおり、彼の事を「育ての親」と語っていることから両親とは幼少時に別れたことが示唆されている。離婚して出戻った姉がおり、その姉の子・太（ふとし）は高校球児（エースで4番）。
現在、特定の恋人はいない。回想では「小雪（さゆき：演 - 目黒真希）」という名の女優を始め、数人の女性と交際経験がある。
仕事仲間として滝山（演 - 村田雄浩）がおり、料理店を教えあう仲。仕事を紹介してもらうこともあるが、彼の食えない性格に振り回されることも多い。
テレビドラマ版では、海外の商取引の相手についての言及があり、商談を承けたり、個人的に日本的な物を送る様に依頼される。
性格・容姿
普段はやや人見知りで消極的。初めての店に入るのをためらうこともある。時々「ふっ」と鼻で笑うのが癖。昔ながらの下町や古い商店街のたたずまいを好む。信心深くゲンを担ぐ方で、縁起の良さそうな小物を購入したり神社仏閣を見ると参拝する。
テレビドラマ版では顧客や滝山から強引な依頼をされたり無茶振りされて断り切れず、結局引き受けることもしばしばで、お人好しと自覚している。スペシャル版では無茶振りから東奔西走する。
普段は背広服姿で、家に居る時でもネクタイすら外さない。原作では入院している時以外は全ての話で背広姿となっている。テレビドラマ版では基本的に全ての話で背広姿だが、以下の例外がある。
- Season1 第5話：昔なじみの常連に誘われたというストーリーの設定上、私服姿で登場。
- Season5 第10話：前半部では入院しているため、院内着で登場。
- 2020年大晦日スペシャル：倉庫の大掃除のため赤色のジャージー姿で登場。途中でリモートによるクライアントとの打ち合わせのためスーツに着替えるも、下はジャージーのままであった。
- 2023年大晦日スペシャル：沖縄民謡の公演の盛り上げ役として、アロハシャツで登場。

かなりの筋肉質。先述の祖父に高校まで古武術を叩き込まれ、今でも軽いトレーニング程度は行っている模様。客の前で従業員を叱りつける店主や、部下に酒を強要する店の客を窘めるも逆切れされて武術の技（アームロック）を掛けたこともある。テレビドラマ版Season1の第11話では、居酒屋でカレーライスを食べている最中、泥酔したサラリーマン（演 - モト冬樹）が乱入し、五郎のみならず店とカレーを詰った事に腹を立て、店外で殴りかかってきたサラリーマンにアームロックを掛けている。
食事について
典型的には一仕事終えたところで空腹を満たすために店を探しに行くが、仕事の途中になにかの切っ掛けで空腹を覚えると見境がなくなり、商談を途中で半ば強引に切り上げてでも店を探しに行くこともある。空腹の勢いから後先考えずに注文し食べ過ぎたり、食べきれず残してしまうこともしょっちゅうである。
御飯に拘りがあり、メニューに御飯や定食があることを確認すると歓んで注文し、ないと愕然とする。自分なりの食事に対する信念をいくつも持っており、これに則って食事を楽しんでいる。例えば食べ合わせを気にしたり、同じ食材を使った料理を選ばないように注意したりし、その選択を「うんうんバランスいいぞ」などと自賛することも多いが、いざ食べ始めてみるとメニューの食材の被り（豚肉炒めと豚汁、卵焼きとおでんの卵、ポテトサラダと肉じゃがなど）に気づき、後悔することがある。
テレビドラマ版では、〆の一環として最後に残った料理をご飯の上にのせて丼にして食べる事が多い。空腹の勢いから後先考えずに注文したり、興味のわいたメニューを追加注文して食べ過ぎることはあるものの、残すことはなく最後まで完食している。その健啖家ぶりに店員から感心されたり呆れられることもしばしば。
趣味嗜好
愛煙家で、食事が終わった後に一服つけるのが癖。銘柄はパーラメントを愛飲。テレビドラマ版ではSeason4まで喫煙のシーンや、灰皿のある喫煙場所を探し求めたり禁煙マークに愕然とするシーンがあるが、以後は喫煙を巡る描写はなく、禁煙した模様である。
アルコールに関しては全くの下戸。テレビドラマ版では、飲み物として烏龍茶を注文している場合が多く、酒類を頼まないことについて下戸と説明し、見た目は酒に強そうと評されることもしばしば。奈良漬けを口にして酔っ払ったり（Season3・第1話）、雰囲気に押されて已む無く飲酒して失敗することもある。酒呑みや彼らの醸す酒宴の雰囲気を嫌っておらず、酒の肴も好み、成り行きで居酒屋にも入店する。
甘党であり、特に和菓子系の甘い物に目がない。
仕事用アイテムとしてノートパソコン（パナソニック コネクト「レッツノート」）を常に持ち歩いており、スマートフォンではなくフィーチャーフォン（ガラケー）を使用している。テレビドラマ版では現場の記録のためにデジタルカメラやスケールも持ち歩いており、意外と大きな料理を出されるとスケールを取り出して測ったり（Season3・第8話など）、ピザのサイズを告げられてスケールで見当をつけて注文する。
輸入車を好み、初期の愛車はBMWのセダン、後にボルボのステーションワゴンに乗り換える。テレビドラマ版での愛車はBMW・5シリーズ（F10）。2021年大晦日スペシャルでは強引な依頼を承けてミニ・クーパーを京都府伊根町から東京まで自走で移送し、Season10・第5話で譲り受ける。同車は2022年大晦日スペシャルで重要な役割を演じ、以降のシリーズに度々も登場している。

## 五郎が食べた料理
括弧内は劇中で確認できる注文した料理の金額。
| 各話   | タイトル                                                 | 料理                                                                                 | 解説 |
| ------ | -------------------------------------------------------- | ------------------------------------------------------------------------------------ | --- |
| 第1話  | 東京都台東区山谷のぶた肉いためライス                     | ぶた肉いため（400円） ライス おしんこ（100円?） 豚汁                                 | 豚肉入りの野菜炒めではなく、豚肉のみを炒めたものであり、少量のキャベツの千切りと不思議な存在感がある練りからしが添えてある。 豚汁は豆腐と豚肉のみが具として入っており、単品でおかずとして成立するほどに汁も具も量は多い。 ナスのおしんこの漬かり具合は程良く、意図せず豚肉だらけの注文となってしまった料理の中では特に爽やかな味わいをもたらす。 |
| 第2話  | 東京都武蔵野市吉祥寺の廻転寿司                           | 回転寿司（1皿130円）                                                                 | 吉祥寺駅近くの『天國寿司』にて。どの品も130円。 値段の割に味は良く、午後1時半から5時までのタイムサービス中は、大トロが一皿130円となる。 五郎はマグロ、イカ、エビ、ネギトロ、アナゴ、イワシ、大トロ、ウニ、アワビなど全部で11皿の寿司を食べた。 |
| 第3話  | 東京都台東区浅草の豆かん                                 | 豆かん（400円）                                                                      | たっぷりの豆と寒天に黒蜜がかかっただけのシンプルな甘味。 豆は粒が大きく、艶がありとても柔らかい。 黒蜜はクセがなくサッパリしており、あまり甘すぎない。 本来は食事らしい食事としてお品書きにあった「煮込み雑炊」、ないし「煮込み雑煮」を注文したかったが、期間限定メニューで「それ来月からなんですよ」と店主に謝られ、やむを得ず豆かんを注文している。 |
| 第4話  | 東京都北区赤羽の鰻丼                                     | うな丼（750円） 生ゆば刺し 京都風（400円） いくらのどぶ漬け（600円） 岩のり（250円） | 早朝の納品の後、朝も営業している居酒屋で注文した品。 うな丼にセットで肝吸いとおしんこも付いてくる。いくらは大粒で量も多い。 うなぎは身は小ぶりだが脂が乗っている。 生ゆば刺しは中にあさつきが巻いてあり、ポン酢で食べる。 うなぎの身が小さかった結果ご飯が余ったが、いくらのどぶ漬けをかけて丁度良く、また美味しく片付けている。 岩のりは注文したはいいがが食欲と腹が満たされて残してしまった。 |
| 第5話  | 群馬県高崎市の焼きまんじゅう                             | 焼きまんじゅう（アンなし140円、アン入り150円）                                       | タレをぬって焼いたまんじゅう。アンなしとアン入りがある。 タレは甘いが、アンなしは軽くて素朴な味。一方アン入りの方は、複雑で強烈な甘さとなっている。 本来は看板に書かれてあった焼きそばも食べようと一緒に注文したが、店主に「昔はやっていたが、妻の具合が悪く手が足りないため今はやっていない」と言われて諦めている。 |
| 第6話  | 東京発新幹線ひかり55号のシュウマイ                       | ジェットボックスシュウマイ（600円） ごはん（230円） お茶                             | 大阪へ出張に行く際、五郎が購入した弁当。 出張前、滝山からシュウマイに米飯とおかずが付いたシウマイ弁当（700円）を「これしかない！」と勧められていたが、他の客がジェットボックスシュウマイを購入するのにつられて購入。 容器の底に石灰が入っており内部の水袋から出た水が発熱しシュウマイを温める。 シュウマイのみで米飯が付いていないため、五郎は隣の店で追加で購入していた。 新幹線の車内でシュウマイを温めるが、水蒸気の煙とシュウマイの匂いが立ち込め、他の客を気にしながら食べている。 シュウマイの美味さには満足したが、干しアンズなどの他の具が見えたシウマイ弁当と違ってどこまで行ってもご飯とシュウマイであり、他の乗客に迷惑をかけたことも含めて滝山のアドバイスに従わなかったことを後悔している。                              |
| 第7話  | 大阪府大阪市北区中津のたこ焼き                           | たこ焼き                                                                             | 大阪での商談を終えた五郎が、ホテルの前の屋台で食べたたこ焼き。 店主曰く「ゴマ入りネギ入りの特製」で12個入り。 |
| 第8話  | 京浜工業地帯を経て川崎セメント通りの焼肉                 | 焼肉、チャプチュ ライス キムチ ウーロン茶                                            | 川崎セメント通りの焼き肉屋『なんてんかく』で頼んだメニュー。 焼肉はミノ、上カルビ、上ロース他。 チャプチュは春雨と牛ばら肉と野菜（ニラ、ネギ、ニンジン、シイタケ、モヤシ）を炒めたもの。 |
| 第9話  | 神奈川県藤沢市江ノ島の江ノ島丼                           | 江ノ島丼セット（1300円） さざえの壺焼き（850円）                                     | 江ノ島丼に蟹の味噌汁、おしんこが付いたセット。 五郎はこれに加えてさざえの壺焼きも頼んだ。 江ノ島丼は一見親子丼風。卵が甘めで、メインの具はさざえ。 蟹の味噌汁は、蟹の半身が入っていて見た目は派手だが味は薄め。さざえの壺焼きはやや塩味が強い。 |
| 第10話 | 東京都杉並区西荻窪のおまかせ定食                         | おまかせ定食（850円） いわしと大根のカレーライス大盛り                               | 五郎が訪れた自然食の店のおまかせ定食。 全体的にボリュームは少ないがオカズ数は多く、メニュー内容は玄米、大根の葉と油揚げの味噌汁、ひじきの煮物、大根の糠漬け、ほうれん草のおひたし、いわしの南蛮風あんかけ、高野豆腐と炒り卵、ポテトサラダ。 追加で「いわしと大根のカレーライス」を大盛りで注文した（本品の注文シーンで話が終わっている為食べるシーンはない）。 |
| 第11話 | 東京都練馬区石神井公園のカレー丼とおでん                 | カレー丼（650円） おでん チェリオ・メロン味（100円）                                 | 五郎が石神井公園の休憩所で注文したもの。チェリオ・メロンは同公園の様々な自動販売機の立ち並ぶエリアで若い頃の懐かしさから購入。 カレー丼の肉は鶏肉、グリーンピースが多めで、カレーは黄色味が強い。 |
| 第12話 | 東京都板橋区大山町のハンバーグ・ランチ                   | 大山ハンバーグランチ（550円）                                                        | 大山町の定食屋で五郎が注文した、店のお勧めメニュー。 鉄板に乗ったハンバーグ（ケチャップベースのソース）、目玉焼き、ポテトフライ、カレー味のスパゲッティに、ライスと味噌汁がセットになっている。 五郎は「こういうのでいいんだよ」と思うほど好みのラインナップだったが店に入った時から、店主がアジア系外国人労働者と思しき従業員を事あるごとに怒鳴りつけているのに嫌気がさし、半分程度しか食べられなかった。 しまいには店主に代金をカウンターに叩きつけながら「人の食べてる前でそんなに怒鳴らなくてもいいでしょう」と抗議し、自分なりの客の食事における精神を訴えるが、話を聞かず「ここは俺の店だ、出ていけ」「金もいらん」と居丈高な態度で食ってかかる店主に怒り、古武術の技をかけてしまう（直後従業員が止めてきたので引き下がった）。 |
| 第13話 | 東京都渋谷区神宮球場のウィンナー・カレー                 | ウィンナーカレー（650円） ペプシコーラ                                               | 甥っ子の太が出場している甲子園の予選を見に行った時に五郎が神宮球場で食べたカレー。 カレーは肉と玉葱が多少入った、いわゆるスタンド風の味。そこにお湯で温めた魚肉ウィンナーが 3本入っている。 ウィンナーなしのカレーよりも100円増し（作中では「50円増し」と表記されているがメニュー表で通常のカレーライスが550円表記である為誤植である）。福神漬けはセルフサービス。 |
| 第14話 | 東京都中央区銀座のハヤシライス（の消滅）とビーフステーキ | ビーフステーキ                                                                       | 銀座の『エビスヤ』のステーキ。 ライスとサラダらしき料理がセットになっている。 本来は五郎のお気に入りの店である『ブラジリア』のハヤシライスを食べる予定だったが、6年ぶりに訪れると店はなくなっていた。 |
| 第15話 | 東京都内某所の深夜のコンビニ・フーズ                     | コンビニ・フーズ                                                                     | 深夜のコンビニで五郎が購入した夜食。 「うずらと牛肉の中華風」、「おしんこ」、「玉子焼き」、「キンピラゴボウ」、「冷や奴」、「コンビーフ（馬肉入り）」、「ソーセージ」、「野菜の煮物」、「ナメコ汁」、「あきたこまち新米」、「焼プリン」を購入し、金額は1892円。その後に「おでん（タマゴ、ダイコン、シラタキ）」も追加で購入。 買い物中は「バランスがいいぞ」等と自賛していたが、うずらと玉子焼きとおでんのタマゴで卵が三つも被ってしまったり、汁物でナメコ汁とおでんが重複していたりと、空腹のあまり深く考えないまま食べたいものを買い込んだことを「俺…いったいなにやってんだろ」と自省しながら食べている。 |
| 第16話 | 東京都豊島区池袋のデパート屋上のさぬきうどん             | 月見おろしうどん（350円） フランクフルト                                             | 池袋のデパート屋上で食べたさぬきうどん。 生卵がひとつとたっぷりの大根おろしに加え、揚げ玉とネギが入っている。 ツユの色は薄く、あっさりしている。麺は手打ち風で、角が立ってしっかりしている。 |
| 第17話 | 東京都千代田区秋葉原のカツサンド                         | 万世橋カツサンド（480円） 缶コーヒー                                                 | 『肉の万世橋』で売っているカツサンド。「こういうの好きだなシンプルで ソースの味って男のコだよな」と漏らしている。 |
| 第18話 | 東京都渋谷区渋谷百軒店の大盛り焼きそばと餃子             | 大盛り焼きそば（720円） 餃子（480円）                                                | 焼餃子専門店『太河宛』で、五郎が注文した品。餃子に釣られて入店したが、居酒屋色が強くライスをやっていない店の為やむなく焼きそばを頼んでいる。焼きそばも餃子も美味しかったが「酒に合わせた」味付けと感じ、二品を交互に食べても堂々巡りを感じてしまい「ライスをやっていないのは残酷すぎる」と心で述べている。尚、行列で入れなかった店はラーメン屋の『喜楽』。 |
| 特別編 | 東京都内某病院のカレイの煮つけ（【新装版】収録）         | 病院食                                                                               | 肋骨を骨折して入院した五郎が病院で食べた食事。 作中では2食登場している。1食目は和風で、白飯、ジャガイモの味噌汁、ネギと一緒に煮つけた カレイ、野沢菜、おでん（大根、きんちゃく）。 翌日の朝食は洋風で、コッペパン（ピーナッツマーガリンつき）、トマト味の野菜スープ、バナナ、牛乳。 |

| 各話   | タイトル                                     | 料理                                                                           | 解説 |
| ------ | -------------------------------------------- | ------------------------------------------------------------------------------ | --- |
| 第1話  | 静岡県静岡市青葉横丁の汁おでん               | 汁おでん                                                                       | 静岡へとやって来た五郎が、名物の静岡おでんを食べようと立ち寄った店。 しかしそこは辛味のある出し汁とともに具材を食すという「汁おでん」の店だった。 最初に注文したのはしらたき、だいこん、ちくわ、こんにゃく。 当初は当てが外れて気落ちしていた五郎だが、出し汁の程よい辛さに食欲を刺激され、次いで焼き海苔黒はんぺん、おでんのおかわりとともに、きぬかつぎ、むかご、網焼きコロッケ、マグロブツとマグロ串焼きを注文し、その味を堪能。 最後には満足した様子で食事を終えた。 |
| 第2話  | 東京都新宿区信濃町のペルー料理               | フレホーレスセット ロモサルタードセット インカコーラ                           | 偶然発見したペルー料理店での食事。 フレホーレスセットは金時豆（フレホーレス）・タマネギ・豚肉の煮込み、ロモサルタードセットは豚肉・タマネギ・完熟トマト・ポテトフライのピリ辛炒めがそれぞれガーリックライスにかけられ、付け合せにチョリソ、ヤシの芽、ポテトサラダが盛られ、箸休めのタマネギの酢漬けとオリーブの実が添えられている。 日本人の舌にもよく馴染む、親しみのある味付けが特徴。 |
| 第3話  | 東京都品川区東大井の冷やし中華とラーメン     | 冷やし中華（950円） ラーメン サイダー                                          | 数年ぶりの大井町で、昔行っていたラーメン店に行くことにする。 しかし目的の店は混雑していて諦め、すぐ近くの昭和的雰囲気の残るレトロな中華料理店に入店し冷やし中華を注文。 隣席の客がラーメンを食べているのを見て「温かいスープが恋しい」と結局ラーメンも注文した。 |
| 第4話  | 東京都三鷹市下連雀のお茶漬けの味             | ハムエッグ あたりめ（600円）                                                   | 「お茶漬け」と看板に掲げた居酒屋の前を通りかかった五郎は、小津安二郎監督の映画『お茶漬の味』を観たことを思い出し、入店する。 「いきなりお茶漬けだけを頼むのは変ではないか」と思案した五郎はハムエッグとあたりめを注文し、あたりめの固さに苦戦するなど迷走する。 しかもカウンター席に座っていた三人組のサラリーマンの上司が、酒が飲めない部下に酒を強要しているのを見かねて注意すると、絡んできた上司と口論になって喧嘩へと発展してしまい、結局お茶漬けを食すことなく店を出てしまう。その後、自宅にてパックご飯と瓶詰め塩辛で塩辛茶漬けを自作した。 |
| 第5話  | 東京都世田谷区下北沢の裏路地のピザ           | ピザ コカ・コーラ                                                              | 道に迷った五郎は、脇道でピザの店を見つける。 プレーンのピザに自分で具をトッピングする方式で、Lサイズ(28cm)のピザとコカ・コーラを注文。 トッピングはサラミとトマトとピーマンをチョイス、さらにアンチョビを追加し、タバスコをかけて食した。 五郎は「オーソドックスで若々しい」ピザの味に舌鼓を打つも、トッピングの平凡さにやや後悔した様子を見せた。 |
| 第6話  | 鳥取県鳥取市鳥取市役所のスラーメン           | 素ラーメン（250円） 鳥取カレー（500円）                                        | パーティーに出席するため鳥取を訪れた五郎は、鳥取砂丘を観光した後、案内人から紹介された鳥取市役所の食堂を訪れる。 最初に案内人が勧めた素ラーメン（うどんのつゆ（関西風）にラーメンの麺を入れたもの）を注文。 コショウのおかげでラーメンらしい味と食感を楽しんだ五郎だが、「軽すぎて物足りない」と続けて鳥取カレーを追加する。 しかし梨・ラッキョウ・蟹のエキスが入っているという触れ込みに反してごく普通の味のカレーだったため、微妙な寂しさを味わう。 鳥取県鳥取市は作画担当の谷口ジローの出身地である。 |
| 第7話  | 東京都世田谷区駒沢公園の煮込み定食           | 煮込み（並：600円） 御飯（並：200円） 漬物（100円） 茶漬け                     | 商談を纏めた五郎は、顧客から勧められた煮込み定食専門店『らっぱ』を訪れる。 煮込み料理の味も五郎が「原寸大にウマイ」と評するほどで、大満足で食事を終えた。 店のメニューにあった茶漬けが気になっていた五郎はその店を再訪するも、茶漬けは市販品のインスタントの茶漬けであった。 |
| 第8話  | 東京都文京区東京大学の赤門とエコノミー       | 赤門（ハーフ：330円） エコノミー（400円）                                      | 東京大学を訪れた五郎が立ち寄った学生食堂で、食堂の構造やメニュー表記の複雑さに辟易しながらも注文した品。 赤門はまろやかな辛さのあんかけ汁無し麺。 エコノミーはいわゆる日替わり定食であり、五郎が注文した時は野菜あんのかかった和風カツライスとサラダとみそ汁の組み合わせだった。 |
| 第9話  | 東京都千代田区有楽町ガード下の韓国料理       | 韓国冷麺＋miniチャーシュー丼（1,000円）                                        | 韓国料理店『まなん』で注文したセットメニュー。 庶民的・家庭的な料理が多い。 前菜としてレンコンのキンピラ、昆布の煮物、キムチが付いてくる。 冷麺の麺は硬すぎず細い。チャーシュー丼は上に生卵をかける方式。 |
| 第10話 | 東京都渋谷区松濤のブリ照り焼き定食           | ブリ照焼定食（1,000円） 明太子（サービス）                                     | 鮮魚料理店『魚九』で注文した定食。 注文札を取ってから席に着く方式。定食はご飯とシジミのみそ汁がおかわり自由。 五郎は鰤の照焼を注文したが、注文札の裏に書かれた数字が「当たり」だったため、サイドメニューから1品サービスとして明太子を追加した。 ブリの照焼に付け合わせとして小鉢のマグロ、大根おろし、ヒジキ（取り放題）が付いてくる。 五郎はおかずの美味しさにテンションが上がりご飯を3杯たいらげ、「感動的満腹」で店を出た。 |
| 第11話 | 東京都千代田区大手町のとんこつラーメンライス | とんこつラーメン 半ライス×2 サンマの味噌煮の缶詰、替え玉（100円）              | ラーメン屋『太手町ラーメン』で注文した品々。 最初はラーメンとライス（200円）を注文するが、昼は替え玉か半ライスがサービスで付くと言われ、ライスを取りやめてサービスの半ライスに変える。 しかし半ライス一杯で足りず、結局半ライスを追加注文した。 麺の量を少なく感じて替え玉を注文するも、予想以上の替え玉の量に苦戦し、麺を半分残した。 |
| 第12話 | 東京都荒川区日暮里繊維街のハンバーグステーキ | ハンバーグステーキ（700円） ライス（大盛り300円） ハムエッグ（600円） ソーダ水 | 五郎が繊維街で見つけた洋食屋『ニューカクヤ』で注文した品々。 他の客が食べている卵が乗ったハンバーグを見て、注文した「ハンバーグステーキ」は卵が乗っておらず、卵が乗るのは50円増しで注文できる「ハンバーグステーキインペリアル」の方であった。 どうしても卵が食べたくなった五郎はハムエッグを追加注文し、上に乗っていた卵を半分ハンバーグに乗せて「後付けインペリアル」として食した。 |
| 第13話 | フランス・パリのアルジェリア料理             | アルジェリア料理 セレクト                                                      | 仕事でフランスを訪れた五郎が、かって小雪と訪れたことがあるアルジェリア食堂を再訪し、注文した品々。席に着くと最初に注文とは別にフランスパンが出てくる。 クスクスとケバブを注文したほか、他の客が食べていた料理を英語とジェスチャーを使って注文した。 出てきたのはトリッパの煮込み（ハチノス、ニンジン、ジャガイモ、ズッキーニ、レンズ豆）とハリラスープ（トマト、パセリ、羊肉、短いパスタの具入りスープにレモンを絞って飲むもの）、さらにクスクスの付け合わせとなる野菜スープ。 汁物とトマト系の料理がかぶってしまい若干後悔するも味付けは別系統だったため杞憂に終わり、むしろ「日本人好みの味」に上機嫌となる。 セレクトは食事中に購入したジュースで、五郎は「ひねくれたコーラ味」と評した。 さらにクスクスの歯ごたえに物足りなさを感じた五郎は、追加でサフランライスを注文している。 |

## 書誌情報
- 原作・久住昌之、作画・谷口ジロー 『孤独のグルメ』 扶桑社、既刊2巻。累計発行部数は2015年1月時点で40万部[13]。

1. （1997年10月発売） ISBN 4-5940-2137-9
  - 文庫版（2000年2月発売） ISBN 4-5940-2856-X
  - 新装版（2008年4月22日発売） ISBN 978-4-5940-5644-5
2. （2015年9月27日発売） ISBN 978-4-5940-7337-4

## 台湾版ウェブドラマ

### キャスト
- 伍郎（ウーラン、自営業者）/ 伍郎の父 - 趙文瑄（ウィンストン・チャオ)[14]、幼年期 - 余彦宸（ユー・イェンチェン）、若年期 - 阿本（中国語版）（アーベン）（二役）

#### ゲスト
第1話（ジャズ・トリオ）
- 藍本（ラン・ベン、ミュージシャン） - 李志希（ベン・リー）
- 藍小本（ラン・シァオベン、藍小本の父） - 林逸欣（サラ・リン）
- 藍致遠（ラン・ヅーユェン、藍小本の祖父） - 勾峰（ゴー・フェン）
- 蔡爸（ツァイ・バー、パブの店長） - 黄泰安 （ファン・タイアン）
- 阿哲（アージェー、店長の心腹） - 陸廷威（ルー・ティンウェイ）
- ウェイター - 孟遠（メンユェン）

第2話（スケジュールに従って老人）
- 李伯男（リー・ボーナン、靴屋） - 張國柱（ヂャン・グォヂュ、若年期 - 小煜（シァオユー））
- 張懷山（ヂャン・ファイシャン、伯男の彼氏）/ 張思南（ヂャン・シーナン、懷山の孫） - JR（NU'EST）（二役）
- 懷山の彼女 - 余妮（ユー・ニー）

第3話（千金方）
- 漢方屋 - 趙正平（デビッド・チャオ）
- 漢方屋屋員（漢方屋の息子） - レン（NU'EST）
- 婦人 - 張以琳（ヂャン・イリン）
- 淑媛（シューユェン、美容院の女将）- 高蕾雅（ガォ・レーヤー）
- 台南から来た女 - 范曉安（ファン・シァオアン）
- 台南から来た女の娘 - 廖珮妤（アンナ・リァオ）

第4話（パパのチャーハン）
- チャールズ（總舖師） - 陳建州（チャールズ・チェン）
- 呉建国（ウー・ジァングォー） - 李天柱（マーク・リー）
- 小蔡（シァオツァイ、ウェイター） - 斯辰（シーチェン）
- 呉麗靜（ウー・リージン、建国の娘） - 瑶涵沂（ジンジャー）

第5話（タピオカ‧ミルクティー）
- 陳翰生（チェン・ハンシェン、講師） - 陳乃栄（ナイロン・チェン）
- 林珍麗（リン・ヂェンリー、記者） - 安唯綾（アリエル・アン）
- 張炳達（ヂャン・ビンダー、探偵） - 卜學亮（ブライト・プー、第7話）
- 胖妹（パンメイ、店員） - 小甜甜（シァオティアンティアン）

第6話（成長のインプリント）
- 陳嘉容（チェン・ジャロン、野球のコーチ） - 陸明君（ルー・ミンジュン）
- タッチ（Touch、嘉容の娘） / 若年期の嘉容 - 許亞琦（二役）
- 黄志強（ファン・ヂーチャン、鉄弁店の店員） - 王自強（ワン・ジーチャン）
- 小賴（シァオライ、野球選手） - 賴杰宏（ライ・ジェホン）
- 香蕉姊姊（シャンジャオジェジェ、野球選手） - 翁寧謙（ウェン・ニンチェン）
- 小胖（シァオパン、野球選手） - 曾威豪（チェン・ウェイハォ）

第7話（スポットライトの下で夢）
- 方方（ファンファン、作詞家） - 陳司翰（ビクター・チェン）
- 陳欣宜（チェン・シンイー、聴覚障害者） - 周采詩（トレイシー・ヂョウ）
- ベテラン（忠実な視聴者） - 乾德門（チァン・デーメン）
- 冰冰姐（ビンビンジェ、女将） - 蕭瑤（シャオ・ヤォ）
- レッドフィールドの歌手1 - 白靜宜（バイ・ジンイー）
- レッドフィールドの歌手2 - 郭文頤（グォ・ウェンイー）

第8話（宛先不明）
- 林志豪（リン・ヂーハォー、富豪） - 修杰楷（シュウ・ジェカイ）
- 陳淑儀（チェン・スーイー、志豪の母） - 張琴（ヂャン・チン）
- 伍郎の母 - 胡佩蓮（フー・ペイリェン、第12話）
- 瘦猴子（ソウホウズィ、放浪者） - 小炳（シァオビン）
- 爆炸頭（バォザートウ、放浪者） - 紀竣崴（ジー・ジュンウェイ）
- ウェイター - 李宜柏（リー・イーボー）
- 魔椅の店主 - 畢志剛（ビー・ズィガン）

第9話（古くない情）
- 里長 - 朱陸豪（ヂュ・ルーハォ）
- 老高（ラォガォ） - 陳勝在（チェン・シェンザイ）
- 宋小薇（ソン・シャオウェイ、ウェイター） - 邱欣怡（チョー・シンイー、SNH48）
- 饅頭（マントウ） - 劉長鳴（リュ・チャンミン）
- 包蘆粿（バォルーグォ） - 唐復德（タン・フーデー）
- 獅子頭（スーズートウ） - 王德生（ワン・デーシェン）

第10話（トマトとコーヒー）
- 張萊恩（ヂャン・ライエン、カフェの店長） - 太保（タイボー、若年期 - 沈威年（シェン・ウェイニェン））
- 劉曉燈（リュ・シァオデン、画家） - 湯志偉（タン・ヂーウェイ、若年期 - 周詠軒（ゾウ・ヨンシュエン））
- 萊恩の妻 - ジュビー
- カラオケの歌手 - 金美滿（ジン・メイマン）

第11話（グルメのビデオ）
- 余人傑（ユー・レンジェ、演出） - 屈中恆（チュ・ジォンヘン）
- 人杰の妻 - 夏如芝（シャ・ルーズー）
- 看護師 - 廖曉彤（リャオ・シャオトン）

第12話（永遠の友達）
- 小小彬（リトルビン、テコンドーの学生1） - 小小彬
- 迷你彬（ミニビン、テコンドーの学生2） - 迷你彬
- 阿偉（アーウェイ、台南意麵の店長） - 高捷（ジャック・カォ、若年期 - 宏正（ホンヂェン、第6、12話））
- 阿偉の妻 - 張倩（ヂャン・チェン）

その他
- 小美（シァオメイ） - 傅小芸（フィオン・フー）

## アプリ配信アニメーション
スマートフォン向け配信アプリケーション「タテアニメ」で2017年11月29日からアニメーションを配信。2017年10月13日、11月15日、22日に監督インタビューの特番を配信した。内容は原作に沿っているが、一部のシーンがカットされ、料理の詳細な説明が省かれている。2023年3月31日にタテアニメの後継であるアニメBeansのサービス終了により配信も終了。
監督は黄瀬和哉、井之頭五郎役の声優は堀内賢雄が担当。プロデューサーは、大塚裕司。劇中音楽は、原作者の久住昌之が、TVシリーズのイメージに合わせて、新たにアレンジ、演奏したオリジナル。

### 各話リスト
| 話数   | サブタイトル                                 | 配信日          |
| ------ | -------------------------------------------- | --------------- |
| 第1話  | 東京都台東区山谷のぶた肉いためライス         | 2017年 11月29日 |
| 第2話  | 東京都武蔵野市吉祥寺の廻転寿司               | 12月29日        |
| 第3話  | 東京都台東区浅草の豆かん                     | 2018年 3月13日  |
| 第4話  | 東京都北区赤羽の鰻丼                         | 6月15日         |
| 第5話  | 大阪府大阪市北区中津のたこ焼き               | 6月15日         |
| 第6話  | 京浜工業地帯を経て川崎セメント通りの焼き肉   | 8月31日         |
| 第7話  | 東京都杉並区西荻窪のおまかせ定食             | 8月31日         |
| 第8話  | 東京都練馬区石神井公園のカレー丼とおでん     | 8月31日         |
| 第9話  | 東京都内某所のコンビニ・フーズ               | 8月31日         |
| 第10話 | 東京都豊島区池袋のデパート屋上のさぬきうどん | 8月31日         |

## 関連商品

### ドラマCD
2009年9月26日、キャラアニからドラマCDが発売された。井之頭役は小山力也が演じている。第1話、第4話、第5話、第16話、第3話、第12話（公式通販サイトでの「収録内容」掲載順）に加え、ボーナス・トラックとして小山が自身の当たり役であるジャック・バウアーのノリで第1話を演じる「スペシャル・アレンジ・ヴァージョン」（公式通販サイトより）も収録されている。加えて音楽は原作者である久住がオリジナルの楽曲を製作・演奏し、ジャケットは谷口による描き下ろしである。
2010年3月27日、ドラマCDのvol.2が発売された。井之頭役はvol.1同様小山力也である。第11話、第18話、第10話、第15話、第2話、第8話、第2話スペシャル・アレンジ・ヴァージョン、および久住によるテーマソングと一人芝居が収録されている。

### アプリケーション
孤独のカメラ
BookLiveより2013年8月30日からiOS端末用のアプリケーションを利用開始した。無料のアプリである。漫画「孤独のグルメ」のキャラクターや名台詞をデコレーション用フレームとして収録していて写真に合成できる。原作漫画モチーフの撮影用フレームを14種類収録。撮影時にフレームを反映させたり、撮影済みの写真にフレームを追加適用することができる。作成した写真は、カメラロールに保存したり、Facebook、Twitter、LINEへの投稿が可能。

### アクションフィギュア
マックスファクトリーから2015年8月にアクションフィギュア「figma 井之頭五郎」が発売された。
通常版の「並盛りver.」と、第1話に出てきた「ぶた肉いため」、「とん汁」、「机」、「パイプいす」といった付属物を追加した豪華版の「大盛りver.」の2種類が同時発売される。
2018年6月にドラマ版の松重豊による五郎を元に立体化した「figma 井之頭五郎 松重豊Ver.」も発売されており、表情パーツは実際に松重の顔を撮影して制作されている。スーツ姿で鞄と「メンチカツ」が付属する通常版のほか、グッドスマイルカンパニーオンラインショップ限定の、腕まくりしたワイシャツ姿で「ロースター」や「ご飯」、「焼肉かめや」のペーパークラフトなど一人焼肉用のジオラマキットが付属する「ワイシャツ一人焼肉エディション」、テレ東本舗。WEB限定の、通常版同様のスーツ姿で「携帯電話」や「サングラス」、一人焼肉用のジオラマキットなどが付属する「ハードボイルドGOROエディション」の3種類が同時発売される。

### ムック本・関連書籍
『孤独のグルメ 巡礼ガイド1〜3』（2014年7月、2015年9月、2018年4月、週刊SPA!『孤独のグルメ』取材班）
『孤独のドラめし』（NEXCO）
東日本高速道路（NEXCO東日本）が、管内の154か所のサービスエリア、パーキングエリアで『「孤独のグルメ」巡礼ガイド 番外編』として2015年1月25日から配布する。全16ページ。
「井之頭五郎が仕事の合間に立ち寄ったサービスエリア、パーキングエリアで休息を取り、空腹を満たすために食べた」という設定で、料理の写真と井之頭五郎のコメントが添えられている。
『100％孤独のグルメ!』（2024年12月、週刊SPA! 『100％孤独のグルメ!』編集班）
『孤独のグルメ　満腹セレクション』（2024年12月、扶桑社ムック）
『孤独のグルメ』巡礼ガイド 完全版（2025年1月、週刊SPA! 『100％孤独のグルメ!』取材班）

### カプセルトイ
2014年10月にタカラトミーアーツより発売。ドラマ版の五郎（松重）の似顔絵などが描かれたストラップやキーホルダーなど、全6種類。

### 小説
- 小説 孤独のグルメ 望郷篇（壹岐真也[注 9] 著、扶桑社、2019年10月）ISBN 978-4-5940-8247-5